# De profundis (Pärt)
Pour les articles homonymes, voir De profundis.
 (février 2025).
Si vous disposez d'ouvrages ou d'articles de référence ou si vous connaissez des sites web de qualité traitant du thème abordé ici, merci de compléter l'article en donnant les références utiles à sa vérifiabilité et en les liant à la section « Notes et références ».
De profundis est une œuvre pour chœur d'hommes, orgue, et percussion du compositeur estonien de musique minimaliste Arvo Pärt écrite en 1980.

## Historique
Cette œuvre de Pärt a été composée lors de l'année suivant son départ de l'Estonie, pour Vienne puis Berlin. Elle peut être analysée sous cet aspect très personnel d'un Pärt fuyant l'URSS. Basée sur les paroles du psaume 130 (ou 129 selon la numérotation), le De profundis du Livre des psaumes a une dramatique liturgique épurée, inspirée pour une pièce dans son style tintinnabuli, utilisant simplement l'écriture musicale.
De profundis est dédié au compositeur autrichien Gottfried von Einem.

## Structure
De profundis est une œuvre en un mouvement unique, conçue pour un chœur d'hommes à quatre parties, orgue et percussions. Son écriture est bâtie sous la forme d'une phrase mélodique simple allant de manière croissante vers un point paroxystique. Les sons et les chœurs s'élevant progressivement vers un moment d'unisson des quatre parties, avant de revenir vers le silence, marqué par une note finale de cloche.
L'exécution de l'œuvre dure environ 8 minutes.

## Discographie sélective
- Sur le disque De profundis, par le Theatre of Voices dirigé par Paul Hillier[1] chez Harmonia Mundi, 1996.
- Sur le disque Arbos, par The Hilliard Ensemble dirigé par Paul Hillier chez ECM, 1986.